# Тъмногръд брегобегач
Тъмногръдият брегобегач (Calidris alpina) е вид птица от семейство Бекасови (Scolopacidae).

## Разпространение
Видът се размножава в арктическите и субарктически региони на Северна Европа и Азия. Те мигрират на дълги разстояния, зимувайки на юг до Африка, Югоизточна Азия и Близкия изток.
Птиците, които се размножават в Аляска и Канадска Арктика, мигрират на кратки разстояния до тихоокеанското и атлантическото крайбрежие на Северна Америка, въпреки че тези, които гнездят в Северна Аляска, зимуват в Азия.
Много видове зимуват по южното крайбрежие на Иберия.
Среща се и в България. Включен в Закона за биологичното разнообразие.